# ダーティー・プロジェクターズ
ダーティー・プロジェクターズ（Dirty Projectors）は、ブルックリンを拠点とするアメリカ合衆国のインディー・ロックバンドである。デイヴ・ロングストレス（Dave Longstreth）によるソロプロジェクトで、変則的なメンバー編成で活動している。
2002年に活動を開始。2003年にアルバム『The Glad Fact』でデビューする。2007年の4作目のアルバム『Rise Above』で世界的に知られるようになり、2009年の5作目『Bitte Orca』、2012年の6作目『Swing Lo Magellan』の成功で、北米インディーシーンの中心的なバンドとしての地位を確固たるものにした。2017年には7作目のアルバム『Dirty Projectors』、2018年には8作目『Lamp Lit Prose』をリリースしている。

## 概要

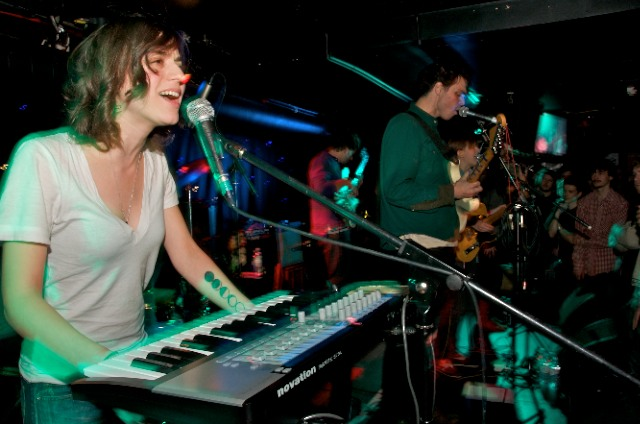
ライブで演奏するバンド（2009年）

イェール大学で音楽を学んだデイヴ・ロングストレスのソロ・プロジェクトとして2002年に活動を開始した。不定形バンドとして活動しており、現在はデイヴを含めた6人編成である。かつてはヴァンパイア・ウィークエンドで活動しているエズラ・クーニグやロスタム・バトマングリも参加していた時もあった。
2007年に発表した『Rise Above』がアメリカではDead Oceansから、イギリスではラフ・トレードからリリースされ、ダーティー・プロジェクターズの名は世界中に広まることとなる。その後ビョークの目に止まり、デイブが書き下ろした楽曲をビョークとライブで共演するなど話題となった。
2008年4月、ドミノ・レコーズと契約を結び、2009年6月に『Bitte Orca』をリリースした。同年、AIDS撲滅のために音楽を通じて貢献しようと始まった、Red Hot Compilationシリーズの20周年記念アルバム『Dark Was the Night』に参加、デヴィッド・バーンと共作している。
2010年3月に初来日。同年のフジロック・フェスティバルに2日連続で出演した。また、ビョークと共作した『Mount Wittenberg Orca』をダウンロードのみでリリースしている。（後にCDやLPでもリリースした。）こちらの作品の売り上げは国際海洋保護区を設けるためのプロジェクトに使われるという。

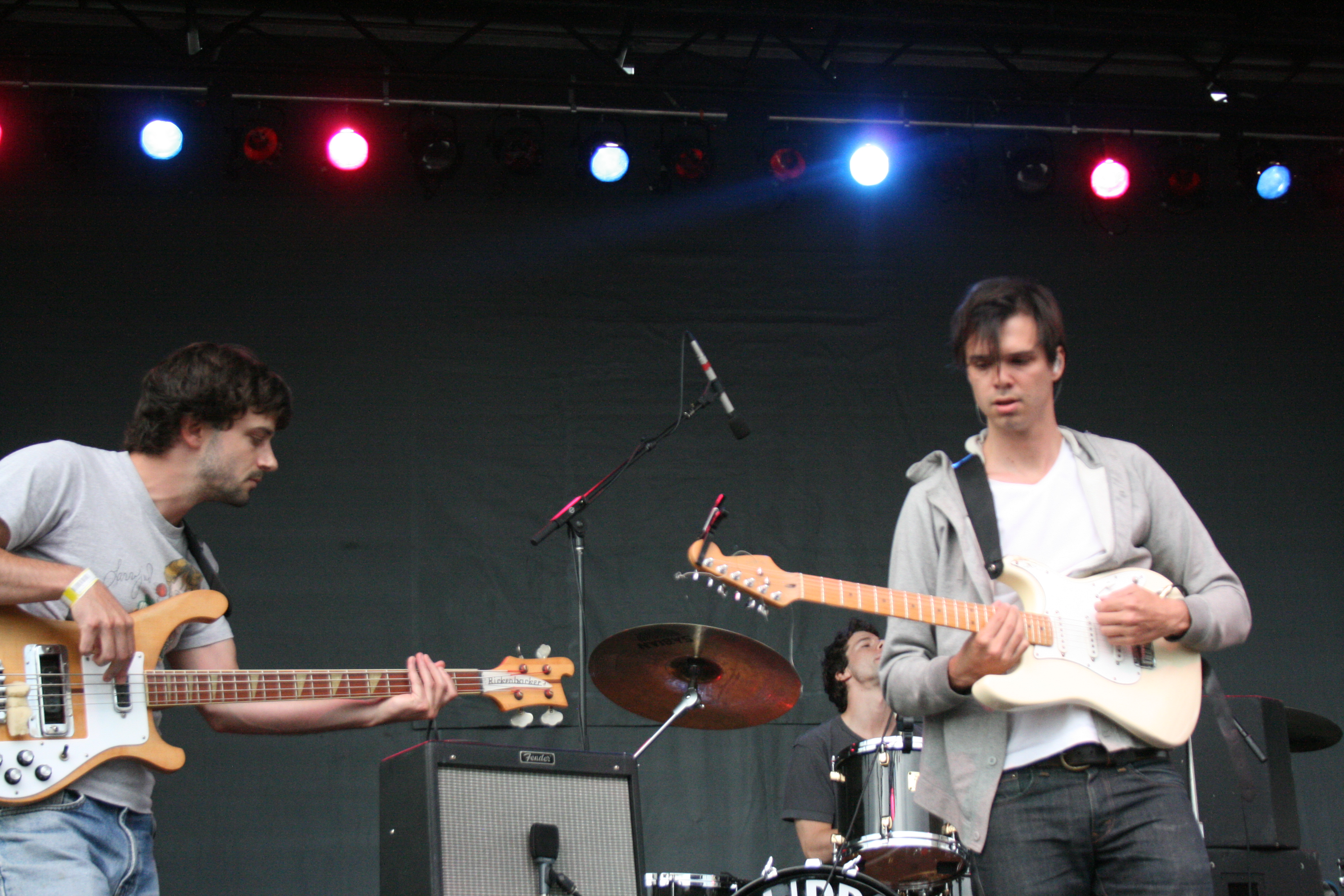
ライブで演奏するバンド（2010年）

2012年に入ると新曲「Gun Has No Trigger」「Dance for You」を立て続けに発表、それらを収録したアルバム『Swing Lo Magellan』を同年7月にリリース。
2013年2月にHostess Club Weekender出演のため来日した。
2017年、長年のコラボレーターでデイヴ・ロングストレスの恋人であったアンバー・コフマンがバンドを離脱、メンバーを刷新し7作目のアルバム『Dirty Projectors』をリリースする。
2018年7月13日、8作目のアルバム『Lamp Lit Prose』をリリースする。7月29日、5年ぶりに来日しフジロックフェスティバルに出演した。

## メンバーのその他の活動
初期メンバーのエズラ・クーニグとロスタム・バトマングリは、その後ヴァンパイア・ウィークエンドを結成し成功をおさめた。
エンジェル・デラドゥーリアンはデイヴ・ロングストレスのプロデュースの元、「デラドゥーリアン（Deradoorian）」名義で『mind raft ep』という作品を発表している。また、ロスタム・バトマングリのプロジェクトDiscoveryのアルバム『LP』収録「I Wanna Be Your Boyfriend」に参加している。
アンバー・コフマンはRuskoのアルバム『O.M.G.!』収録「Hold On」に参加している。また脱退後はソロミュージシャンとして成功をおさめている。
アンバー、エンジェル、ヘンリーの3人はザ・ルーツのアルバム『How I Got Over』収録「A Peace of Light」に参加している。

## メンバー

### 現在のメンバー
- デイヴ・ロングストレス David Longstreth – リードボーカル、ギター、他 (2002–)
- Mike Daniel Johnson – ドラムス (2012–2013; 2017–)
- Maia Friedman – ギター、キーボード、リード・バックコーラス (2018–)
- Felicia Douglass – パーカッション、キーボード、リード・バックコーラス (2018–)
- Kristin Slipp – キーボード、リード・バックコーラス (2018–)

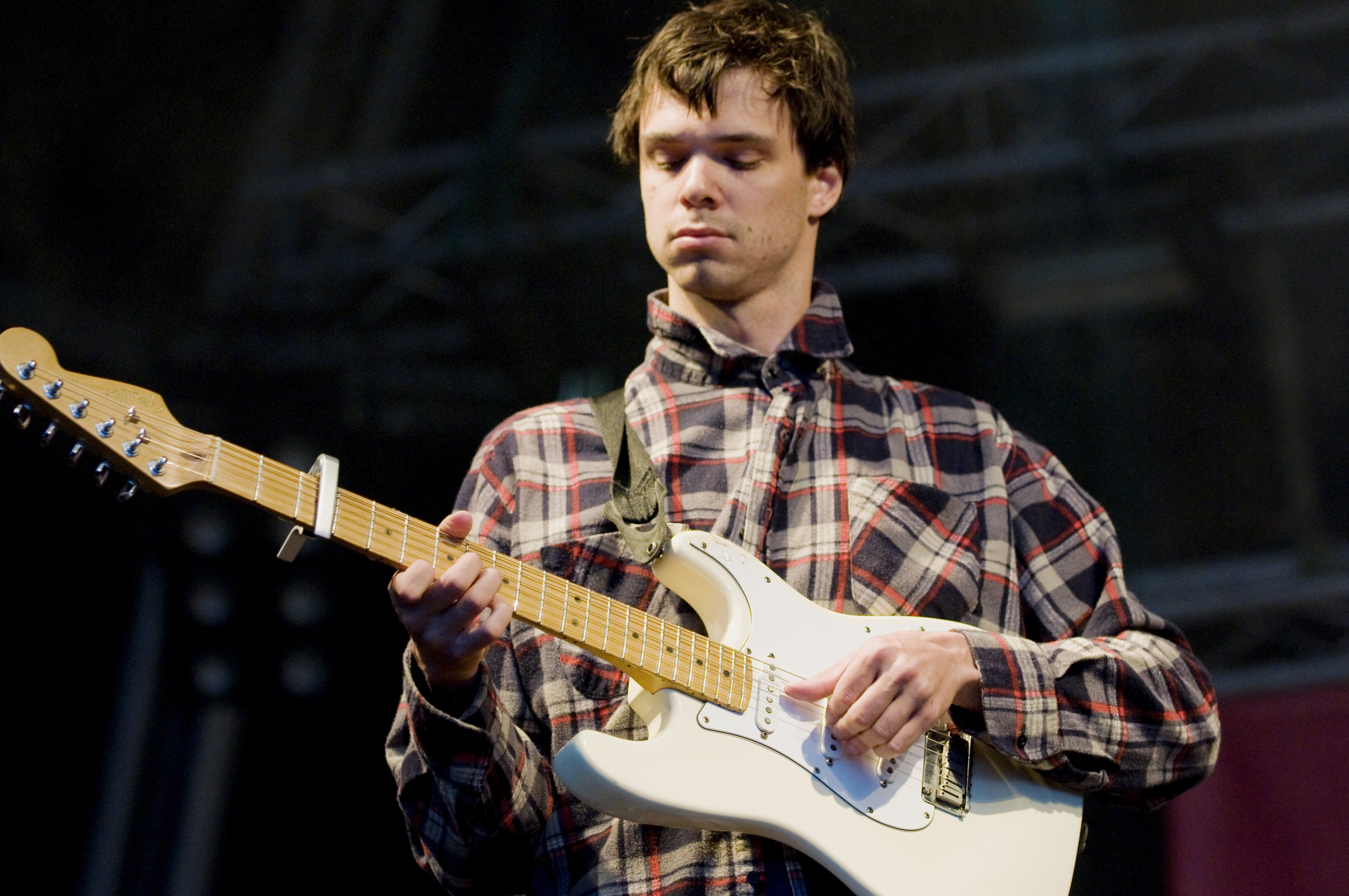
デイヴ・ロングストレス（ギター・ボーカル）

### 過去のメンバー
- Adam Forkner – ドラムス (2002–2005)
- Jake Longstreth – バックコーラス  (2002; 2016)
- Yasemin Schatz – フルート (2004)
- ロスタム・バトマングリ Rostam Batmanglij – クラリネット、キーボード、バックコーラス  (2004–2005)
- Larkin Grimm – バックコーラス  (2004–2005)
- Jona Bechtolt – キーボード、ドラムス (2004–2005)
- エズラ・クーニグ Ezra Koenig　– サックス、ギター、バックコーラス  (2004–2005; 2016)
- Anneli Chambliss – バックコーラス  (2005)
- Emily Cheeger – バックコーラス  (2005)
- Alex Farrill – キーボード、ドラムス、バックコーラス  (2005)
- Spencer Kingman – ギター、バックコーラス  (2005–2006)
- Charlie Looker – ギター、バックコーラス  (2005–2006)
- Will Glass – ドラムス (2005–2006)
- Nat Baldwin – ベース、キーボード (2005–2006; 2007–2013; 2016; 2017; 2018–2019)
- Susanna Waiche – バックコーラス  (2006)
- Brian McOmber – ドラムス (2006–2012)
- アンバー・コフマン Amber Coffman – リード・バックコーラス、ギター (2006–2013)
- Sharon Nakhimovsky – バイオリン (2007)
- Jessica Pavone – ヴィオラ (2007)
- Angel Deradoorian – リード・バックコーラス、ギター、キーボード、ベース (2007–2012; 2013)
- Jordan Dykstra – ヴィオラ (2008–2009)
- Haley Louise Dekle – パーカッション、バックコーラス  (2008–2013)
- Olga Bell – キーボード、バックコーラス  (2011–2013; 2017)
- Jenn Wasner – ギター、バックコーラス  (2012)
- Clarice Jensen – ヴィオラ (2012; 2017)
- Nadia Sirota – ヴィオラ (2012; 2017)
- Steve Marion – ギター、バックコーラス  (2013)
- タイヨンダイ・ブラクストン Tyondai Braxton – キーボード (2017)
- Mauro Refosco – パーカッション (2017)
- Francisco Javier Paredes – パーカッション (2017)
- Teresa Eggers – バックコーラス  (2017)

## ディスコグラフィー

### アルバム
| 年     | タイトル                          | レーベル                                           |
| ------ | --------------------------------- | -------------------------------------------------- |
| 2002年 | The Graceful Fallen Mango         | This Heart Plays / Western Vinyl                   |
| 2003年 | The Glad Fact                     | Western Vinyl                                      |
| 2003年 | Morning Better Last!              | States Rights Records                              |
| 2004年 | Slaves' Graves and Ballads        | Western Vinyl / Happy Happy Birthday To Me Records |
| 2005年 | The Getty Address                 | Western Vinyl                                      |
| 2006年 | Highlights from the Getty Address | Bad Vugum / BV2 Produktions (Finland)              |
| 2007年 | Rise Above                        | Dead Oceans                                        |
| 2009年 | Bitte Orca                        | Domino Records                                     |
| 2012年 | Swing Lo Magellan                 | Domino Records                                     |
| 2017年 | Dirty Projecters                  | Domino Records                                     |
| 2018年 | Lamp Lit Prose                    | Domino Records                                     |

### EP
| 年     | タイトル                           | レーベル         |
| ------ | ---------------------------------- | ---------------- |
| 2006年 | New Attitude                       | Marriage Records |
| 2010年 | Mount Wittenberg Orca (with Björk) | Domino Records   |
| 2012年 | About to Die                       | Domino Records   |

## 来日公演
- 2010年

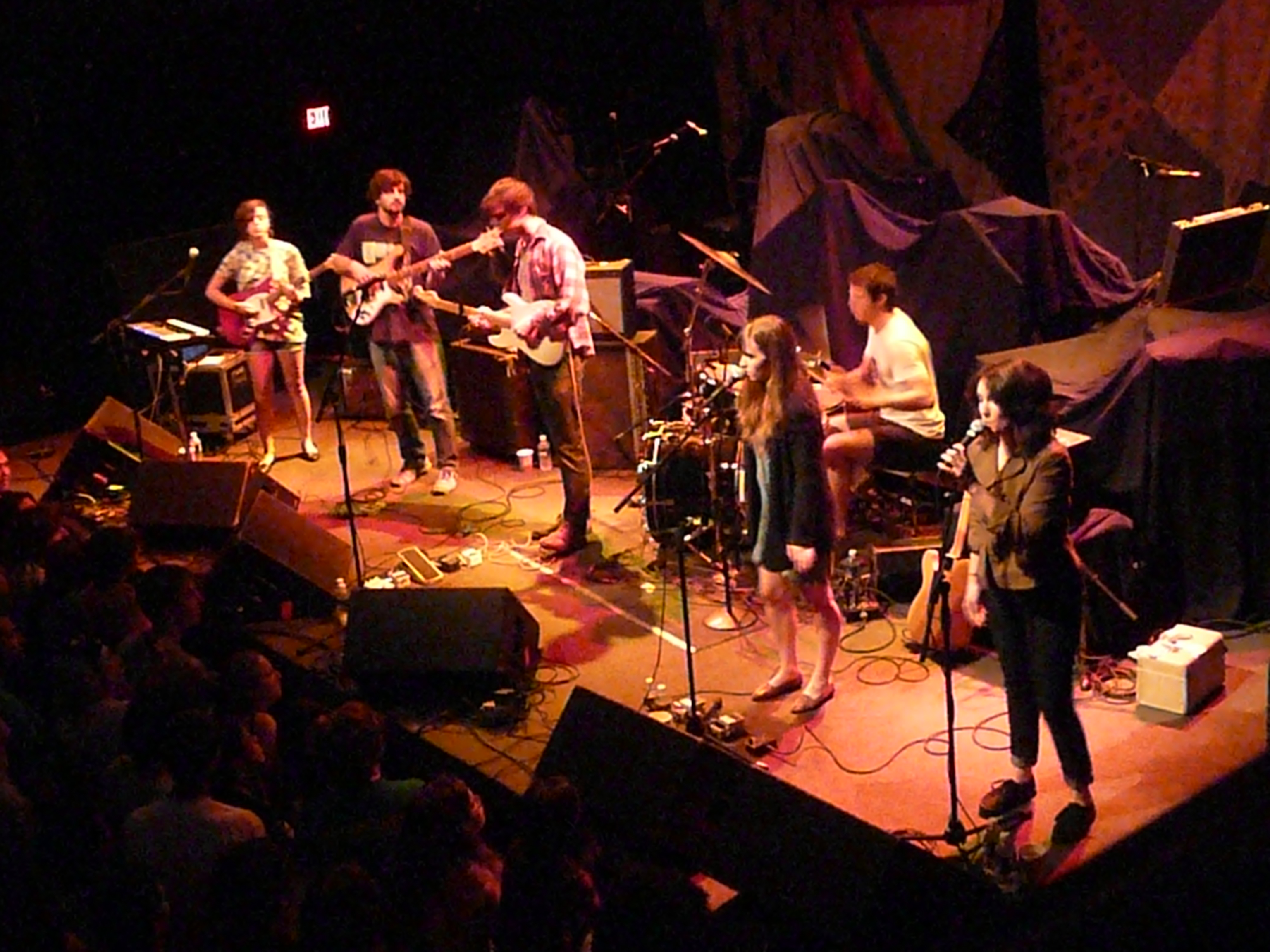
ライブで演奏するバンド（2009年）

  - 3月16日 東京 渋谷CLUB QUATTRO
  - 7月30日 新潟 苗場スキー場 - Fuji Rock Festival オレンジ・コート
  - 7月31日 新潟 苗場スキー場 - Fuji Rock Festival レッド・マーキー

- 2012年
  - 10月7日 静岡 朝霧アリーナ - 朝霧JAM
  - 10月9日 東京 SHIBUYA O-EAST
  - 10月10日 名古屋 NAGOYA CLUB QUATTRO
  - 10月11日 大阪 UMEDA CLUB QUATTRO

- 2013年
  - 2月3日 東京 ZEPPダイバーシティ東京 - Hostess Club Weekender

- 2018年
  - 7月29日 新潟 苗場スキー場 - Fuji Rock Festival レッド・マーキー